# Eli Lilly and Company

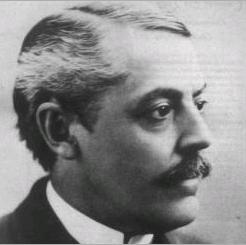
Gründer Eli Lilly

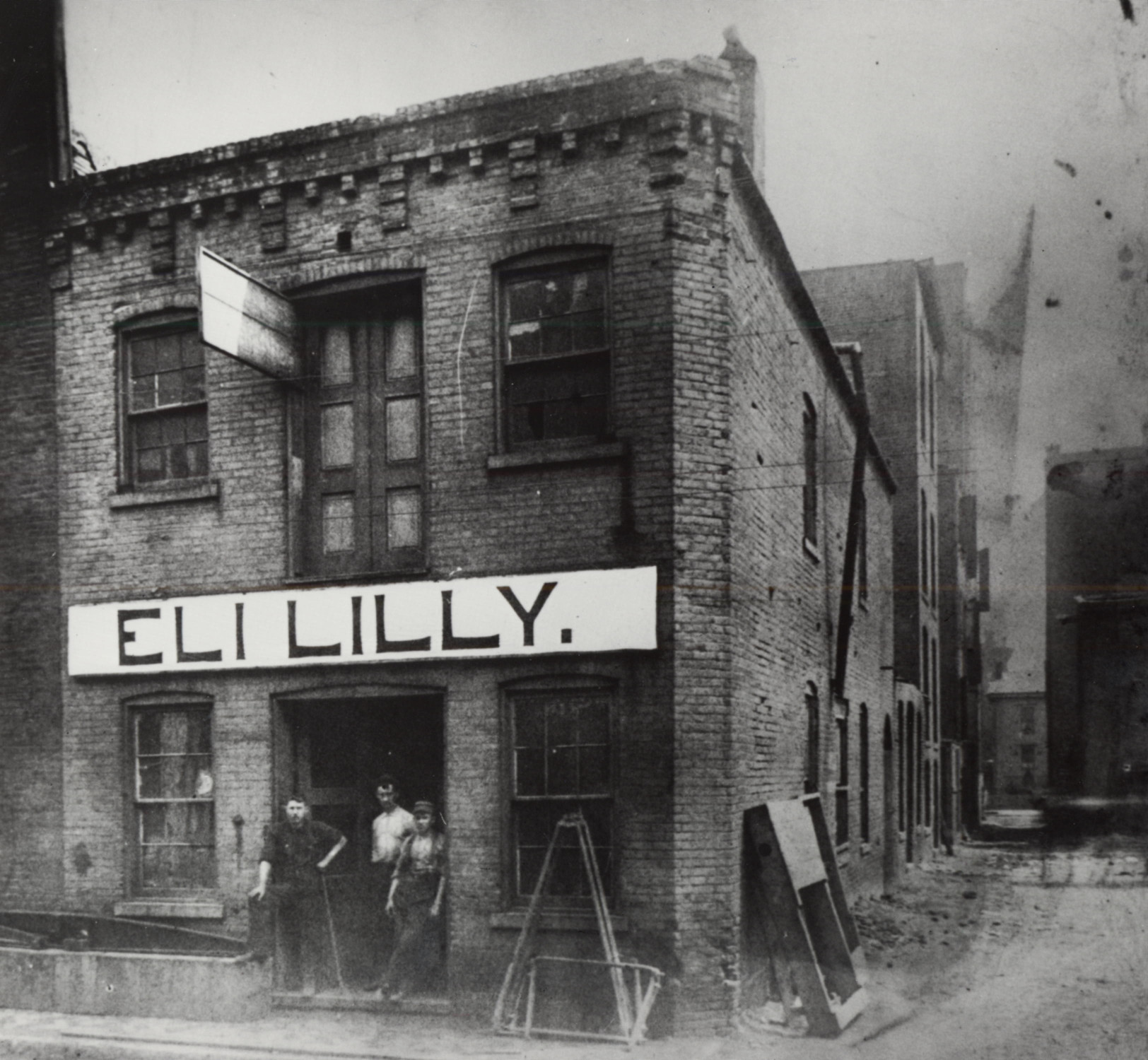
Apotheke von Eli Lilly 1885

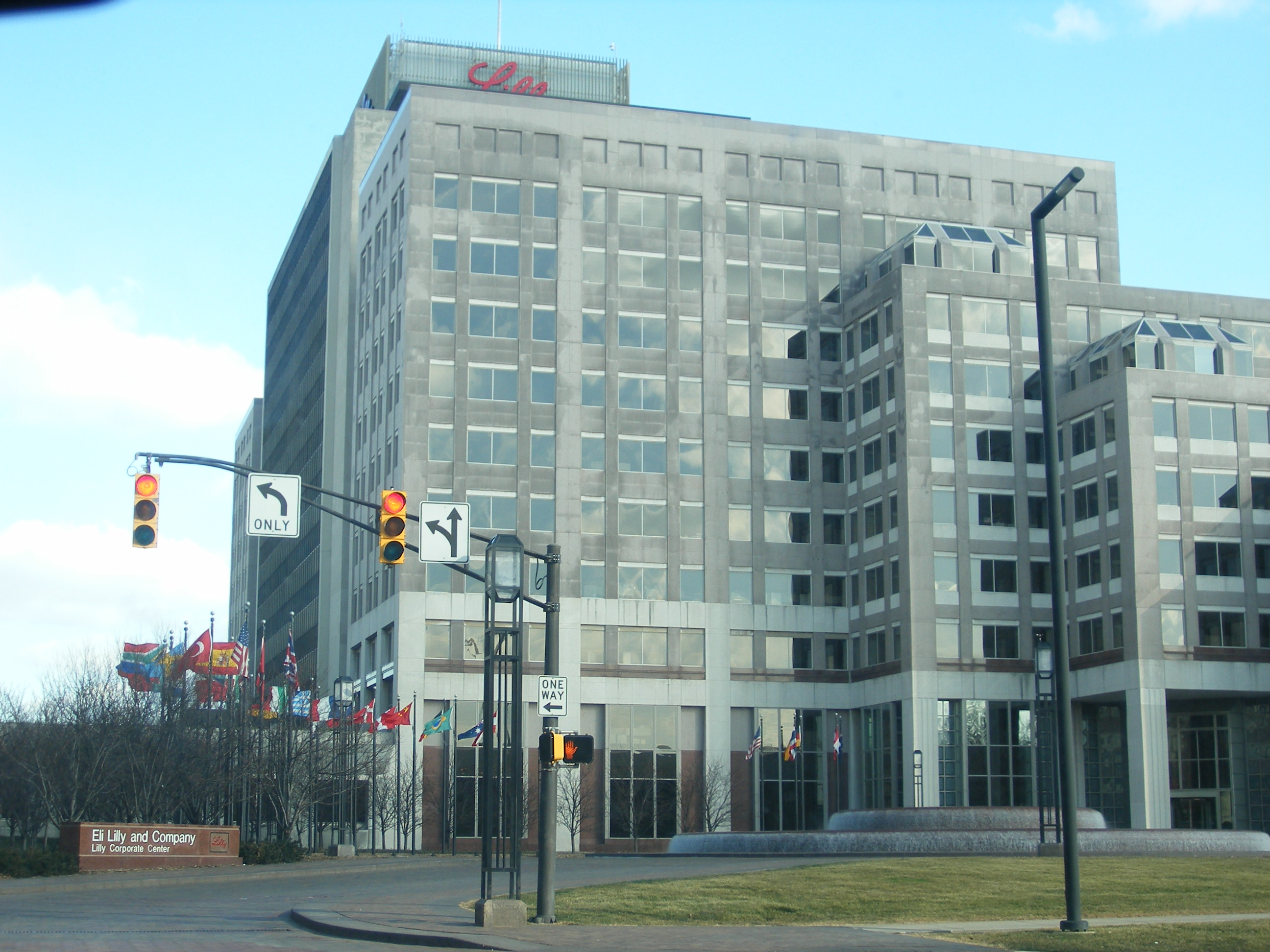
Zentrale in Indianapolis

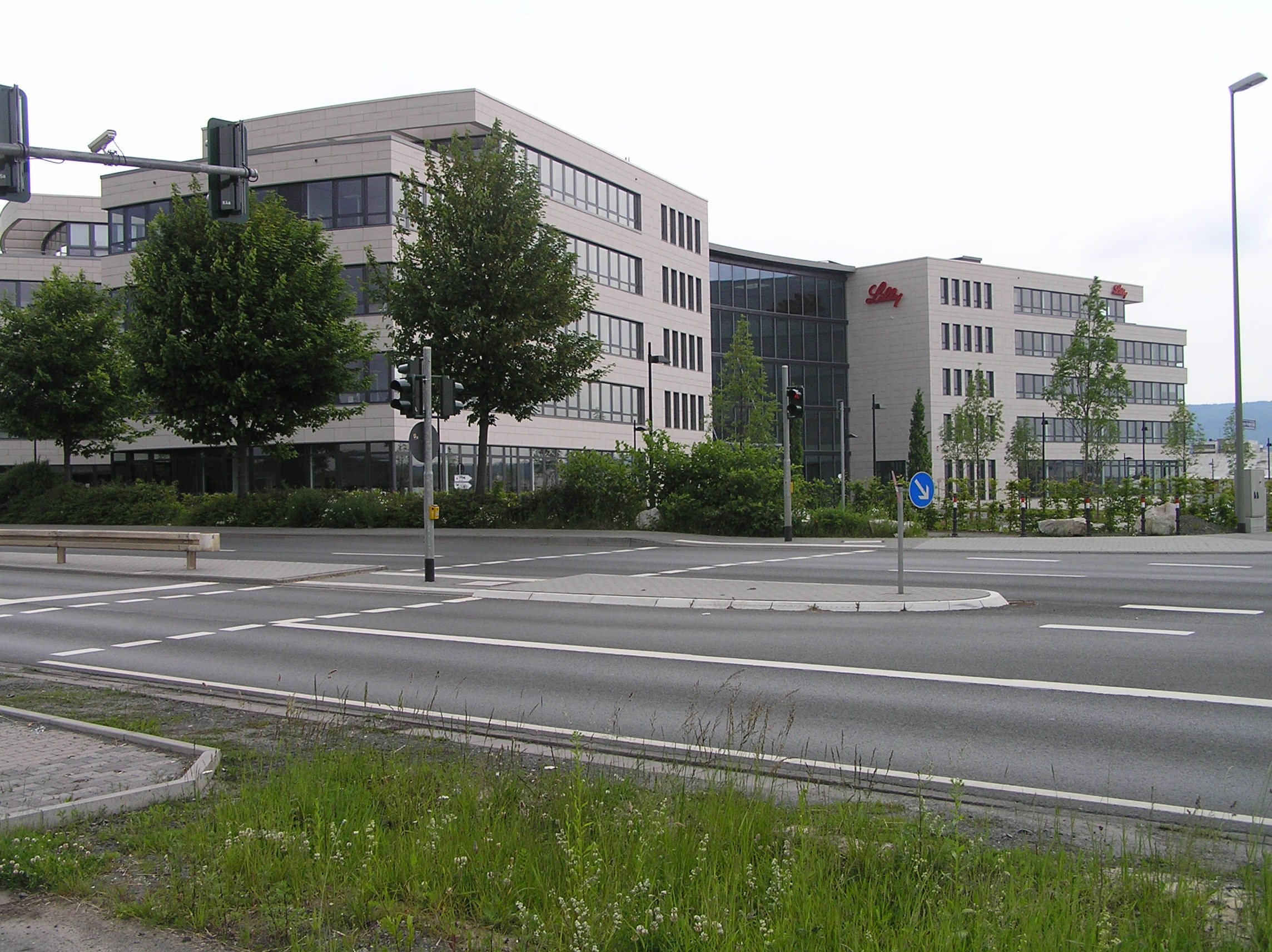
Deutschlandzentrale in Bad Homburg

Eli Lilly and Company (kurz Lilly) ist ein international tätiges forschendes Pharmaunternehmen mit mehr als 45.000 Mitarbeitern, davon rund 10.000 im Bereich Forschung und Entwicklung (Stand August 2024). Namensgeber des Unternehmens ist der Apotheker Eli Lilly, der den Konzern 1876 in Indianapolis (Indiana, USA) gründete. Lilly erwirtschaftete 2023 einen Umsatz von 34,12 Milliarden US-Dollar.

## Geschichte
1923 brachte Lilly das erste Insulinpräparat (Iletin) für den bis dahin tödlichen Diabetes mellitus auf den Markt. In den Dreißigerjahren produzierte das Unternehmen auch Phagentherapeutika, bis Lilly im Jahr 1943 als erstes Unternehmen mit der Massenproduktion des Antibiotikums Penicillin begann, welches die Phagentherapeutika ersetzte. In den Fünfzigerjahren wirkte Lilly an der Produktion des von Jonas Salk entwickelten ersten Impfstoffs gegen Kinderlähmung (Polio) mit. 1958 brachte das Unternehmen das selbst entwickelte Antibiotikum Vancomycin auf den Markt, welches seitdem zu den wichtigsten Mitteln gegen schwere bakterielle Infektionen zählt.
Im Jahr 1982 führte Lilly das weltweit erste gentechnisch hergestellte Insulinpräparat ein. Vier Jahre später wurde der selektive Serotonin-Wiederaufnahmehemmer Fluoxetin unter dem Handelsnamen Prozac (in Deutschland Fluctin) erstmals zur Behandlung von Depressionen zugelassen (zunächst in Belgien, ein Jahr später dann auch in den USA). In den Folgejahren stieg Lilly zu einem der führenden Pharmaunternehmen auf.
Im Jahr 1995 erhielt das Zytostatikum Gemcitabin die europäische Zulassung für die Behandlung von bestimmten fortgeschrittenen Pankreaskarzinomen. Das Medikament galt lange Zeit als Standardtherapeutikum für diese Indikationen. Im Folgejahr brachte Lilly das atypische Neuroleptikum Olanzapin auf den Markt, welches in bestimmten Bereichen weniger Nebenwirkungen als Neuroleptika der ersten Generation zur Behandlung von Schizophrenie aufweist.
2002 wurde das von Lilly hergestellte Medikament Cialis (Tadalafil) zur Behandlung von erektiler Dysfunktion in der EU zugelassen. Zwei Jahre später, im September 2004, wurde der Arzneistoff Alimta (Pemetrexed) zur Behandlung von Krebserkrankungen zugelassen. Im Jahr 2008 übernahm Lilly nach einem Bieterwettstreit mit Bristol-Myers Squibb das amerikanische Biotech-Unternehmen ImClone. Das Unternehmen entwickelte unter anderem einen monoklonalen Antikörper (Cetuximab) für die Krebstherapie.
Im November 2002 gaben Boehringer Ingelheim und Eli Lilly and Company eine internationale Vereinbarung für die gemeinsame Entwicklung und Vermarktung von Duloxetin zur Behandlung von Belastungsinkontinenz und Depression bekannt. Die Allianz wurde im März 2010 beendet. Im Januar 2011 starteten die beiden Unternehmen eine Entwicklungs- und Vermarktungsallianz für Diabetesmedikamente. 2014 kam der SGLT-2-Inhibitor Empagliflozin (Jardiance) auf den Markt.
Am 22. April 2014 übernahm Lilly für 5,4 Milliarden US-Dollar die Tierarzneimittelsparte von Novartis. Drei Jahre später begann Eli Lilly and Company mit den Planungen zur Abspaltung seiner Tiergesundheitssparte Elanco Animal Health. Zunächst wurden 2018 knapp 20 % der Anteile an die Börse gebracht. Seit März 2019 ist Elanco komplett unabhängig.
Ab dem Jahr 2017 stand mit Baricitinib in Europa erstmals ein Vertreter der Januskinasen-Hemmer zur Behandlung der rheumatoiden Arthritis zur Verfügung. Der von Lilly entwickelte Arzneistoff hemmt ein Enzym, das am Entzündungsgeschehen beteiligt ist. Später wurden mit Atopischer Dermatitis und Alopecia areata weitere Anwendungsgebiete zugelassen. 2020 erfolgte die Zulassung von Ixekizumab unter dem Namen Taltz. Das Arzneimittel kommt bei Schuppenflechten und Psoriasisarthritis zur Anwendung. 2020 wurde es zudem für die Behandlung von axialer Spondyloarthritis zugelassen.
Im Jahr 2021 entwickelte Lilly zwei neue Medikamente für die Behandlung von Patienten mit einem hohen Risiko für einen schweren COVID-19-Verlauf: den neutralisierenden Antikörper Bamlanivimab sowie eine Kombination von Bamlanivimab und Etesevimab. Da das Unternehmen jedoch nicht mit einer steigenden Nachfrage für den Antikörper-Cocktail in Europa rechnete und keine zusätzlichen Daten für den Zulassungsantrag zur Verfügung stellen konnte, stoppte die Europäische Arzneimittel-Agentur das Rolling-Review-Verfahren nach der Bitte des Unternehmens. Dadurch wurde keine reguläre Zulassung erteilt, jedoch dürfen die monoklonalen Antikörper weiterhin verwendet werden.
2022 wurde mit dem Lilly-Wirkstoff Tirzepatid, ein dualer GLP-1/GIP-Rezeptoragonist, eine neue Klasse von Medikamenten entwickelt, um dem Typ-2-Diabetes sowie den Begleit- und Folgeerkrankungen entgegenzuwirken. Tirzepatid ist als Ergänzung zu Diät und Bewegung zugelassen, um die glykämische Kontrolle bei Erwachsenen mit Typ-2-Diabetes zu verbessern. Des Weiteren erhielt Abemaciclib im Jahr 2022 eine Zulassungserweiterung für Patienten mit Brustkrebs mit einem positiven Status für den Hormonrezeptor und negativen Status für den humanen epidermalen Wachstumsfaktor-Rezeptor im frühen Stadium.
Im Jahr 2023 erfolgte die EU-Zulassung für Mirikizumab, das erste Medikament des Unternehmens in der Gastroenterologie. Mirikizumab ist für die Behandlung von Colitis ulcerosa bei erwachsenen Patienten indiziert. Im selben Jahr begann Lilly seine Tätigkeit im Bereich der Hämato-Onkologie, indem Pirtobrutinib die EU-Zulassung für Patienten mit Mantelzelllymphom, einer seltenen, aber oft aggressiven Form von Blutkrebs, erhielt. Zudem erfolgte im Jahr 2023 die EU-Zulassung von Tirzepatid in der Indikation Gewichtsmanagement, einschließlich Gewichtsabnahme und Gewichtserhaltung.
Lilly kündigte im November 2023 auf Pressekonferenzen in Berlin und Alzey an, 2,3 Milliarden Euro in den Bau einer Produktionsanlage in Alzey (Rheinland-Pfalz) investieren zu wollen. Der neue Produktionsstandort soll 2027 in Betrieb genommen werden und bis zu 1000 Arbeitskräfte beschäftigen. Am 8. April 2024 wurde der symbolische Spatenstich für das Bauvorhaben gesetzt. Die eigentlichen Bauarbeiten nahmen jedoch erst am 1. Juli 2024 ihren Anfang.

## Unternehmensstruktur
Eli Lilly and Company gilt als der wertvollste internationale Pharmakonzern (Stand 2023; gemessen am Börsenwert). Der Hauptsitz ist in Indianapolis, USA. Insgesamt unterhält Eli Lilly and Company Forschungseinrichtungen in sieben und Produktionsstandorte in neun Ländern. Darüber hinaus werden klinische Studien in mehr als 55 Ländern durchgeführt.
Mit einer Marktabdeckung in 110 Ländern erwirtschaftete der Konzern 2023 einen internationalen Umsatz in Höhe von 34,12 Milliarden US-Dollar. Mehr als 25 % (2023: 9,31 Mrd. USD) des jährlichen Umsatzes investiert Lilly in den Bereich Forschung und Entwicklung. Größte Anteilseigner neben dem Lilly Endowment sind Vanguard (7,65 Prozent) und BlackRock (6,87 Prozent).
Im Geschäftsjahr 2023 waren die umsatzstärksten Wirkstoffe des Unternehmens Trulicity (Dulaglutid), Mounjaro (Tirzepatid), Verzenios (Abemaciclib), Taltz (Ixekizumab), Jardiance (Empagliflozin) und Humalog (Insulin lispro). Wie Karim Serrar in den Schweizer Aktien schreibt, übertreffe Lilly durch seine biotechnologischen Innovationen größere Pharmaunternehmen wie Merck & Co. sowie Pfizer bezüglich der Marktkapitalisierung.

### Lilly Deutschland
Die Lilly Deutschland GmbH ist ein Tochterunternehmen von Eli Lilly and Company mit Hauptsitz in Bad Homburg vor der Höhe (Hessen). Die deutsche Niederlassung wurde am 12. Mai 1960 zunächst in Frankfurt am Main gegründet; aus Kostengründen wurde der Sitz dann nach Gießen, später nach Bad Homburg verlegt (wobei das Distributionszentrum in Gießen bis 2014 unterhalten wurde).
Lilly Deutschland beschäftigt in Deutschland 1092 Mitarbeiter (Stand 31. Dezember 2023). Im selben Geschäftsjahr erwirtschaftete das Unternehmen einen Jahresumsatz in Höhe von 995 Millionen Euro. Seit Juni 2023 ist Alexander Horn Geschäftsführer des Unternehmens.
Das 2024 verabschiedete Medizinforschungsgesetz sah in der Entwurfsfassung entgegen Positionen früherer Bundesregierungen die Vertraulichkeit von Erstattungsbeträgen vor und löste entsprechende Irritationen unter Krankenversicherungsverbänden aus. In einigen Medienberichten zum Gesetzesentwurf wurde mit dem Begriff „Lex Lilly“ auf eine mutmaßlich einseitige Veränderung der Rechtslage zugunsten des Unternehmens im Zusammenhang mit seiner Investition am Standort Alzey hingewiesen. In der letztlich verabschiedeten Version des Medizinforschungsgesetzes wurde die Vertraulichkeit von Erstattungsbeträgen an strengere Voraussetzungen gekoppelt. Aus Sicht der pharmazeutischen Industrie sei die Regelung damit so unattraktiv, dass sie in der Praxis keine Rolle spiele und zum Nischenthema herabgestuft werde.

### Partnerschaften
Eli Lilly and Company schloss im November 2022 eine Vertriebspartnerschaft mit Boehringer Ingelheim für die Vermarktung von Duloxetin, das in Deutschland unter dem Markennamen Yentreve gegen Belastungsinkontinenz sowie unter dem Namen Cymbalta für die Behandlung von Depression, generalisierter Angststörung und Schmerzen bei diabetischer Polyneuropathie vermarktet wird. Seit 2011 besteht zwischen beiden Unternehmen eine Allianz für das Therapiegebiet Diabetes, die auch die gemeinsame Forschung und Entwicklung beinhaltet.
Lilly Deutschland entwickelte gemeinsam mit dem Universitätsklinikum Erlangen Rheumality, eine VR-Applikation, die Patientenfälle und Krankheitsverläufe in den unterschiedlichen Stadien einer entzündlich-rheumatischen Erkrankung visualisiert, wobei sowohl die äußere als auch die innere Struktur der Knochen dargestellt wird. Durch die Software können Studenten beispielsweise eine virtuelle Krankenvisite durchführen.
Zudem unterhält Lilly eine strategische Forschungskooperation mit dem Institut für Diabetes- und Regenerationsforschung des Helmholtz Zentrums München, um die Behandlung von Diabetes zu verbessern und zu beschleunigen. Im Rahmen dieser Partnerschaft wird erforscht, wie die insulinproduzierenden Betazellen zur Regeneration angeregt werden können, um die Anzahl und Funktionalität der Zellen zu erhalten respektive wiederherstellen zu können.
Im Zuge der Erforschung und Entwicklung digitaler Technologien für therapeutische Methoden (Digital Health & Innovation) kooperiert Lilly zudem mit Start-up-Unternehmen, wie beispielsweise Flying Health, das das Unternehmen bei der Umsetzung von Digital-Health-Projekten berät. Beispielsweise bietet Lilly eine digitale Hausapotheke an, in der das Medikamentenmanagement mittels einer App durchgeführt werden kann. Zudem brachte Lilly in Kooperation mit dem Start-up Sidekick Health eine App für Brustkrebspatientinnen auf den Markt. Die Patientinnen werden durch die Nutzung der App informiert und während der Therapie begleitet. Die Pilotierung der App erfolgt in Deutschland.
In Deutschland ist Lilly des Weiteren in den nationalen Partnerschaftsinitiativen Diabetes at Work, Oncology at Work und im Dialogforum Demenz aktiv.

## Therapiegebiete und Medikamente
Die wichtigsten Therapie- und Forschungsgebiete von Lilly sind die Bereiche Alzheimer-Demenz, Schmerz, Krebs, Immunologie, Diabetes, und Adipositas. Lilly vertreibt ausschließlich verschreibungspflichtige Medikamente.
Lilly vertreibt in Deutschland unter anderem folgende Medikamente:

### Diabetes
- Abasaglar: Insulin glargin (Diabetes mellitus)
- Berlinsulin: Insulin human (Diabetes mellitus)
- Humalog: Insulin lispro (Diabetes mellitus)
- Huminsulin: Insulin human (Diabetes mellitus)
- Jardiance: Empagliflozin (Diabetes mellitus)
- Liprolog: Insulin lispro (Diabetes mellitus)
- Lyumjev: Insulin lispro (Diabetes mellitus)
- Mounjaro: Tirzepatid (Diabetes mellitus)
- Trulicity: Dulaglutid (Diabetes mellitus)

### Immunologie
- Olumiant: Baricitinib (Atopische Dermatitis, Alopecia areata, Rheumatoide Arthritis, juvenile idiopathische Arthritis)
- Omvoh: Mirikizumab (Colitis ulcerosa)
- Taltz: Ixekizumab (Plaque-Psoriasis, Psoriasis-Arthritis, Axiale Spondyloarthritis)

### Neurologie
- Cymbalta: Duloxetin (Schmerzhafte diabetische Polyneuropathie, Depression, Generalisierte Angststörung)

### Onkologie
- Cyramza: Ramucirumab (Lungen-, Magen-, Darm- sowie Leberkrebs)
- Jaypirca: Pirtobrutinib (Mantelzelllymphom)
- Retsevmo: Selpercatinib (Lungen- und Schilddrüsenkrebs)
- Verzenios: Abemaciclib (Brustkrebs)

### Weitere Therapiegebiete
- Adcirca: Tadalafil (pulmonal-arterielle Hypertonie)
- Cialis: Tadalafil (Erektile Dysfunktion, Benignes Prostatasyndrom)
- Forsteo: Teriparatid (Osteoporose)
- Humatrope: Somatropin (Wachstumsstörung)
- Jardiance: Empagliflozin (Herzinsuffizienz, Niereninsuffizienz)
- Mounjaro: Tirzepatid (Adipositas)

## Kritik
2007 geriet Lilly wegen des Vorwurfs der Unterdrückung von Studien über Nebenwirkungen der Medikamente in die Kritik. John Virapen, der in den 1980er-Jahren in der Geschäftsführung von Lilly in Schweden tätig war, beschrieb 2007, dass er während seiner Tätigkeit dafür gesorgt habe, „dass es positive Studien“ für das Medikament Fluoxetin gab, das auf den schwedischen Markt gebracht werden sollte. In seinem Buch Nebenwirkung Tod berichtete Virapen zudem über Marketingstrategien und Korruption des Unternehmens im Zuge der Markteinführung von Fluoxetin als Antidepressivum.
Das Unternehmen geriet des Weiteren im Zusammenhang mit der Vermarktung des Antipsychotikums Zyprexa (Wirkstoff: Olanzapin) ab 2005 in Kritik, da Lilly vorgeworfen wurde, Nebenwirkungen (beispielsweise starke Gewichtszunahme, Diabetes, eine erhöhte Suizidrate, plötzlicher Tod) in der öffentlichen Darstellung verschwiegen oder heruntergespielt zu haben. Darüber hinaus war das Medikament illegal für Patientengruppen vermarktet worden, für die es keine Indikation besaß. Im Dezember 2006 gelangten einige hundert interne Dokumente an die Öffentlichkeit, die diese Praktiken beschrieben, unter anderem wurde darüber in der New York Times berichtet. Lilly veröffentlichte daraufhin am 16. Dezember 2006 eine Stellungnahme, wonach wichtige Fakten im Artikel nicht genannt wurden; so sei das Medikament beispielsweise in mehr als 23 Jahren erforscht worden und 1996 von der FDA zugelassen worden; Starke Gewichtszunahme ist seit der Zulassung als eine mögliche Nebenwirkung in der Fachinformation benannt worden. Die von der Times verwendeten Dokumente seien zudem nur ein Bruchteil der mehr als 11 Millionen Seiten umfassenden Dokumente, die Lilly im Zuge einer Untersuchung zur Verfügung gestellt hatte.
Im Zusammenhang mit dem in den Medien als „Abnehmspritze“ bezeichneten Medikament Mounjaro sprach sich Lilly gegen die Verwendung von Adipositasmedikamenten aus rein kosmetischen Gründen aus. Das Unternehmen betonte, dass solche Arzneimittel fälschlicherweise als Lifestyle-Produkte angesehen werden, die lediglich das persönliche Wohlbefinden beeinflussen sollen. Vielmehr sei es wichtig, über die chronische Krankheit Adipositas aufzuklären.
Lilly gehört neben Novo Nordisk und Sanofi zu den Hauptproduzenten von Humaninsulin zur Behandlung von Typ-1-Diabetes. Alle drei Unternehmen stehen seit Jahren in der Kritik, diese Präparate in den USA im Vergleich zu anderen Ländern besonders teuer zu verkaufen, da es keine staatliche Preisdeckelung gibt. So sind Antidiabetika in den USA im Durchschnitt etwa zweieinhalb mal teurer als in der EU. Die Insulinpreise in den USA stiegen zwischen 2007 und 2018 um etwa 200 %. 2023 kündigte Lilly an, die Preise um bis zu 70 % zu senken, nachdem es Krankenkassen im Inflation Reduction Act erlaubt wurde, Preise für bestimmte Medikamente auszuhandeln.